# Adobe (företag)
Adobe Inc. (uttal: a-do-bi) är ett amerikanskt programvaruföretag med säte i San Jose som grundades i december 1982 av John Warnock och Charles Geschke. Ursprungligen hette företaget Adobe Systems Corp. men bytte till nuvarande namn under 2018. De kom tidigare från Xerox PARC och startade Adobe för att kunna vidareutveckla och kommersialisera PostScript-tekniken. Adobe anses ha spelat en betydande roll i utvecklandet av desktop publishing då Apple år 1985 inskaffade en licens för att få använda PostScript i sina laserskrivare.
Företagets sortiment är idag fokuserat på mjukvara för redigering och publicering av trycksaker, grafik och multimedia. Namnet Adobe kommer från Adobe Creek, en bäck som rann förbi en av grundarnas hus.
Adobe köpte konkurrenten Macromedia för 3,4 miljarder dollar den 3 december 2005. I september 2022 meddelade Adobe att de förvärvar Figma, som gör ett samarbetsverktyg för design online, för 20 miljarder USD.

## Produkter utvecklade av Adobe

### Program i urval
- Adobe Photoshop (ImageReady, Bridge)
- Adobe Pagemaker
- Adobe InDesign
- Adobe Illustrator
- Adobe After Effects
- Adobe Acrobat
- Adobe Premiere
- Adobe Flash
- Adobe Dreamweaver
- Adobe LiveMotion
- Adobe GoLive
- Adobe AIR
- Adobe XD

### Tekniker
- PostScript, programspråk/filformat för dokument
- PDF, filformat för dokument